# 대학생 선교회
대학생선교회(大學生宣敎會, 영어: Campus Crusade for Christ, 이하 CCC)는 개신교 선교단체중 하나로서, 1950년대 미국의 신복음주의자인 빌 브라이트가 창시하였다. 영어 이름은 그리스도를 위한 캠퍼스 십자군으로 번역된다. 대한민국에는 김준곤 목사에 의해 들어왔으며, 현재 대표는 박성민 목사이며, 본부는 서울시 종로구 부암동에 있다.

## 활동내역
국제
- 총 196개국에서 캠퍼스 및 커뮤니티 복음사역을 하고 있음.
- 전 세계 전임캠퍼스선교사 25000명이 재직 중.
- 누가복음에 근거하여 제작된 예수를 상영.

한국
- 조선민주주의인민공화국 젖염소 보내기 운동
- 각 종 단행본과 CCC편지 제작을 통한 문서사역(순출판사)
- 풍성한 삶QT책을 통한 대학생들의 말씀생활 강조 및 훈련

### 1958년 한국대학생선교회 설립
한국CCC는 국민 1인당 GNP가 78달러이던 1958년, 김준곤 목사에 의해서 시작되었다. 한국 전쟁 당시 아버지와 아내가 학살당하고, 여러 차례 죽을 고비를 넘긴 김준곤 목사는 광주 숭일 중 고등학교 교장을 역임한 후, 1957년 미국 플러신학교에 유학중 록키 산맥에 위치한 수양관 포레스트 홈(Forest Home)에서 간증할 기회를 얻었는데 그 자리에 참석한 빌 브라트가 김준곤 목사의 간증에 감명을 받고 동역자가 되어 줄것을 제안했고 최초의 해외 국가 CCC가 태어나게 되었다
한국 CCC는 1958년 김준곤박사가 시작하여 50여년간 민족복음화와 세계선교에 주력해 왔다. 광주를 시작으로 서울 등 전국 주요도시로 확산되면서 1960년에는 서울, 부산, 대구, 대전, 광주, 전주에서 캠퍼스전도 사역이 본격적으로 시작되었다. 서울을 비롯해서 전국 50여개 주요 도시와 해외 15개국에 1,000여명의 간사를 파송하여 학원, 계층, 지역 복음화에 주력하고 있다
CCC는 전도, 육성, 훈련, 파송을 목적으로 하여 1974년 EXPLO '74를 비롯한'80 세계 복음화 대성회, '95 세계선교대회 등을 통하여 한국교회의 제자화 운동과 영적 부흥에 기여해 왔으며 선교의 불을 세계 각국에 옮기는
계기가 되었다.
CCC는 보다 효과적인 사역을 위해 4영리를 통한 개인전도와 제자화사역, 음악,스포츠, 매스컴을 통한 선교, 의료봉사및 선교, 직장인선교활동, 교수사역, 어머니 성경공부, 새생명훈련원(NLTC),사랑의 무료급식, 사랑의 내복 나누기운동, 문서출판사역, 사랑의 헌혈운동, 호스피스, 노인복지관, 북한 젖염소보내기 운동 등을 통해 학원과 나라와 민족에 복음을 전하며 교회부흥과 성장에 기여하고 있다.

## 같이 보기
- 미국기독학생회